# Campionati mondiali juniores di slittino
I campionati mondiali juniores di slittino sono una competizione sportiva a cadenza annuale organizzata dalla FIL in cui si assegnano i titoli mondiali nelle diverse specialità dello slittino nella categoria junior.
Vi possono partecipare esclusivamente gli atleti e le atlete aventi un'età non superiore ai 20 anni nell'anno in cui viene disputata la manifestazione. 
La competizione si disputa dal 1982 nelle discipline del singolo maschile e femminile e del doppio; dal 1991 viene altresì assegnato il titolo anche nella gara a squadre, mentre dal 2022 è stata introdotta la prova del doppio femminile. Fino al 1990 i campionati si disputavano ogni due anni, alternandosi con la competizione continentale di categoria, ma dal 1991, quando quest'ultimi vennero momentaneamente soppressi, la cadenza è diventata annuale.
Tra tutti gli atleti laureatisi campioni solamente Maximilian Burghardtswieser e Kaspars Rinks sono riusciti a vincere il titolo iridato juniores sia nella disciplina del singolo sia in quella del doppio. Sono invece venti, senza contare coloro che hanno vinto unicamente nella gara a squadre o in quelle sprint, gli slittinisti capaci di conquistare un mondiale assoluto dopo aver trionfato a livello junior: Tobias Arlt, Jessica Degenhardt, Toni Eggert, Natalie Geisenberger, Paul Gubitz, Jörg Hoffmann, Wolfgang Kindl, Max Langenhan, Felix Loch, David Möller, Jens Müller, Hannes Orlamünder, Jochen Pietzsch, Gerhard Plankensteiner, Roman Repilov, Cheyenne Rosenthal, Julia Taubitz, Gerda Weissensteiner, Tobias Wendl, Armin Zöggeler.

## Albo d'oro

### Singolo uomini
| Anno | Luogo                | Oro                                            | Argento                                        | Bronzo                                         |
| ---- | -------------------- | ---------------------------------------------- | ---------------------------------------------- | ---------------------------------------------- |
| 1982 | Lake Placid          | Hans-Joachim Schurack Germania Est             | Torsten Görlitzer Germania Est                 | Franz Lechleitner Austria                      |
| 1984 | Bludenz              | Jens Müller Germania Est                       | Frank Trebeß Germania Est                      | Andrej Ustjuhin Unione Sovietica               |
| 1986 | Schönau am Königssee | Maximilian Burghardtswieser Germania Ovest     | Heiko Wietasch Germania Est                    | Arnold Huber Italia                            |
| 1988 | Valdaora             | Kurt Brugger Italia                            | Wilfried Huber Italia                          | Gerhard Plankensteiner Italia                  |
| 1990 | Winterberg           | Gerhard Plankensteiner Italia                  | Jan Kohoutek Cecoslovacchia                    | Norbert Gatz Germania Ovest                    |
| 1991 | Schönau am Königssee | Ralf Kutzner Germania                          | Norbert Gatz Germania                          | Christian Pfnür Germania                       |
| 1992 | Sapporo              | Robert Pipkins Stati Uniti                     | Armin Zöggeler Italia                          | Sebastian Schiffner Germania                   |
| 1993 | Sigulda              | Armin Zöggeler Italia                          | Rainer Margreiter Austria                      | Markus Kleinheinz Austria                      |
| 1994 | Innsbruck            | Armin Zöggeler Italia                          | Lawrence Dolan Stati Uniti                     | Rainer Margreiter Austria                      |
| 1995 | Lake Placid          | Markus Kleinheinz Austria                      | Lawrence Dolan Stati Uniti                     | Tony Benshoof Stati Uniti                      |
| 1996 | Calgary              | Markus Kleinheinz Austria                      | Adam Heidt Stati Uniti                         | Tyler Seitz Canada                             |
| 1997 | Oberhof              | Robert Fegg Germania                           | Henning Kirchner Germania                      | Andreas Soppelsa Italia                        |
| 1998 | Sigulda              | Mārtiņš Rubenis Lettonia                       | Robert Fegg Germania                           | Nicholas Sullivan Stati Uniti                  |
| 1999 | Innsbruck            | Martin Abentung Austria                        | Frank Soccal Germania                          | Kyle Connelly Canada                           |
| 2000 | Altenberg            | Martin Abentung Austria                        | David Möller Germania                          | Kyle Connelly Canada                           |
| 2001 | Lillehammer          | David Möller Germania                          | Mike Moffat Canada                             | Jan Eichhorn Germania                          |
| 2002 | Innsbruck            | David Möller Germania                          | Patrick Schürer Germania                       | Jonathan Myles Stati Uniti                     |
| 2003 | Schönau am Königssee | Denis Bertz Germania                           | Patrik Dietzsch Germania                       | Logan Gastio Stati Uniti                       |
| 2004 | Calgary              | Andreas Graitl Germania                        | Matt McMurray Canada                           | Daniel Pfister Austria                         |
| 2005 | Winterberg           | Valerij Bespalov Russia                        | Manuel Pfister Austria                         | Ritvars Steins Lettonia                        |
| 2006 | Altenberg            | Felix Loch Germania                            | Daniel Pfister Austria                         | Peter Fischer Germania                         |
| 2007 | Cesana Torinese      | Felix Loch Germania                            | Manuel Pfister Austria                         | Wolfgang Kindl Austria                         |
| 2008 | Lake Placid          | Wolfgang Kindl Austria                         | Felix Loch Germania                            | Robert Huerbin Stati Uniti                     |
| 2009 | Nagano               | Julian von Schleinitz Germania                 | Sascha Benecken Germania                       | Semën Pavličenko Russia                        |
| 2010 | Innsbruck            | Julian von Schleinitz Germania                 | Semën Pavličenko Russia                        | Sascha Benecken Germania                       |
| 2011 | Oberhof              | Julian von Schleinitz Germania                 | Georg Reumschüssel Germania                    | Dominik Fischnaller Italia                     |
| 2012 | Schönau am Königssee | Vladimir Pitilimov Russia                      | Dominik Fischnaller Italia                     | Georg Reumschüssel Germania                    |
| 2013 | Park City            | Dominik Fischnaller Italia                     | Emanuel Rieder Italia                          | David Gleirscher Austria                       |
| 2014 | Innsbruck            | Toni Gräfe Germania                            | Christian Paffe Germania                       | Aleksandr Stepičev Russia                      |
| 2015 | Lillehammer          | Roman Repilov Russia                           | Tucker West Stati Uniti                        | Nico Gleirscher Austria                        |
| 2016 | Winterberg           | Roman Repilov Russia                           | Kristers Aparjods Lettonia                     | Maximilian Jung Germania                       |
| 2017 | Sigulda              | Kristers Aparjods Lettonia                     | Nico Gleirscher Austria                        | Max Langenhan Germania                         |
| 2018 | Altenberg            | Max Langenhan Germania                         | David Nößler Germania                          | Paul-Lukas Heider Germania                     |
| 2019 | Innsbruck            | Max Langenhan Germania                         | Bastian Schulte Austria                        | Lukas Gufler Italia                            |
| 2020 | Oberhof              | Moritz Bollmann Germania                       | Gints Bērziņš Lettonia                         | David Nößler Germania                          |
| 2021 | Winterberg           | cancellati a causa della Pandemia di COVID-19. | cancellati a causa della Pandemia di COVID-19. | cancellati a causa della Pandemia di COVID-19. |
| 2022 | Winterberg           | Matvej Perestoronin Russia                     | Florian Müller Germania                        | Matthew Greiner Stati Uniti                    |
| 2023 | Bludenz              | Kaspars Rinks Lettonia                         | Marco Leger Germania                           | Hannes Röder Germania                          |
| 2024 | Lillehammer          | Marco Leger Germania                           | Matthew Greiner Stati Uniti                    | Kaspars Rinks Lettonia                         |
| 2025 | Sankt Moritz         | Paul Socher Austria                            | Marco Leger Germania                           | Noah Kallan Austria                            |

### Singolo donne
| Anno | Luogo                | Oro                                            | Argento                                        | Bronzo                                         |
| ---- | -------------------- | ---------------------------------------------- | ---------------------------------------------- | ---------------------------------------------- |
| 1982 | Lake Placid          | Elena Buslaeva Unione Sovietica                | Christine König Germania Est                   | Martina Kühnel Germania Est                    |
| 1984 | Bludenz              | Irina Kusakina Unione Sovietica                | Olimpiada Nikitina Unione Sovietica            | Olga Tičanova Unione Sovietica                 |
| 1986 | Schönau am Königssee | Nadežda Šmitova Unione Sovietica               | Susi Erdmann Germania Est                      | Veronika Oberhuber Italia                      |
| 1988 | Valdaora             | Gerda Weissensteiner Italia                    | Dana Riedel Germania Est                       | Svetlana Vargas Unione Sovietica               |
| 1990 | Winterberg           | Monika Greilinger Germania Ovest               | Barbara Niedernhuber Germania Ovest            | Jean Roos Germania Est                         |
| 1991 | Schönau am Königssee | Barbara Niedernhuber Germania                  | Jean Roos Germania                             | Helena Dudas Germania                          |
| 1992 | Sapporo              | Sonja Manzenreiter Austria                     | Tanja Painsi Austria                           | Bethany Calcaterra Stati Uniti                 |
| 1993 | Sigulda              | Sonja Manzenreiter Austria                     | Simone Eder Austria                            | Sandra Prokoff Germania                        |
| 1994 | Innsbruck            | Angelika Wiedemann Germania                    | Bethany Calcaterra Stati Uniti                 | Sonja Manzenreiter Austria                     |
| 1995 | Lake Placid          | Maryann Baribault Stati Uniti                  | Claudia Schramm Germania                       | Heike Schüler Germania                         |
| 1996 | Calgary              | Maryann Baribault Stati Uniti                  | Sonja Wiedemann Germania                       | Gabi Bender Germania                           |
| 1997 | Oberhof              | Britta Steinmetz Germania                      | Maryann Baribault Stati Uniti                  | Anke Wischnewski Germania                      |
| 1998 | Sigulda              | Gabi Bender Germania                           | Maryann Baribault Stati Uniti                  | Anke Wischnewski Germania                      |
| 1999 | Innsbruck            | Margarita Klimenko Russia                      | Anna Tielke Germania                           | Veronika Halder Austria                        |
| 2000 | Altenberg            | Julia Schäfer Germania                         | Brenna Margol Stati Uniti                      | Rebecca Wilczak Stati Uniti                    |
| 2001 | Lillehammer          | Nicole Oliveira Stati Uniti                    | Courtney Zablocki Stati Uniti                  | Brenna Margol Stati Uniti                      |
| 2002 | Innsbruck            | Nina Reithmayer Austria                        | Maria Feichter Italia                          | Tatjana Hüfner Germania                        |
| 2003 | Schönau am Königssee | Anja Eberhardt Germania                        | Tatjana Hüfner Germania                        | Corinna Martini Germania                       |
| 2004 | Calgary              | Natalie Geisenberger Germania                  | Nina Reithmayer Austria                        | Corinna Martini Germania                       |
| 2005 | Winterberg           | Madeleine Teuber Germania                      | Natalie Geisenberger Germania                  | Julia Clukey Stati Uniti                       |
| 2006 | Altenberg            | Natalie Geisenberger Germania                  | Stefanie Sieger Germania                       | Madeleine Teuber Germania                      |
| 2007 | Cesana Torinese      | Natalie Geisenberger Germania                  | Stefanie Sieger Germania                       | Lisa Liebert Germania                          |
| 2008 | Lake Placid          | Kate Hansen Stati Uniti                        | Lisa Liebert Germania                          | Carina Schwab Germania                         |
| 2009 | Nagano               | Madeleine Teuber Germania                      | Carina Schwab Germania                         | Lisa Liebert Germania                          |
| 2010 | Innsbruck            | Carina Schwab Germania                         | Sandra Gasparini Italia                        | Kate Hansen Stati Uniti                        |
| 2011 | Oberhof              | Dajana Eitberger Germania                      | Katrin Rudolph Germania                        | Luzie Löscher Germania                         |
| 2012 | Schönau am Königssee | Aileen Frisch Germania                         | Nathalie Burkhardt Germania                    | Katrin Rudolph Germania                        |
| 2013 | Park City            | Emily Sweeney Stati Uniti                      | Caroline von Schleinitz Germania               | Nathalie Burkhardt Germania                    |
| 2014 | Innsbruck            | Andrea Vötter Italia                           | Sandra Robatscher Italia                       | Julia Taubitz Germania                         |
| 2015 | Lillehammer          | Jessica Tiebel Germania                        | Viktorija Demčenko Russia                      | Sandra Robatscher Italia                       |
| 2016 | Winterberg           | Julia Taubitz Germania                         | Tina Müller Germania                           | Alisa Dengler Germania                         |
| 2017 | Sigulda              | Jessica Tiebel Germania                        | Tat'jana Cvetova Russia                        | Olesja Michajlenko Russia                      |
| 2018 | Altenberg            | Jessica Tiebel Germania                        | Tat'jana Cvetova Russia                        | Jessica Degenhardt Germania                    |
| 2019 | Innsbruck            | Cheyenne Rosenthal Germania                    | Verena Hofer Italia                            | Jessica Degenhardt Germania                    |
| 2020 | Oberhof              | Jessica Degenhardt Germania                    | Djana Loginova Russia                          | Lisa Schulte Austria                           |
| 2021 | Winterberg           | cancellati a causa della Pandemia di COVID-19. | cancellati a causa della Pandemia di COVID-19. | cancellati a causa della Pandemia di COVID-19. |
| 2022 | Winterberg           | Jessica Degenhardt Germania                    | Sofija Mazur Russia                            | Merle Fräbel Germania                          |
| 2023 | Bludenz              | Julianna Tunyc'ka Ucraina                      | Barbara Allmaier Austria                       | Alexandra Oberstolz Italia                     |
| 2024 | Lillehammer          | Antonia Pietschmann Germania                   | Embyr-Lee Susko Canada                         | Anka Jänicke Germania                          |
| 2025 | Sankt Moritz         | Margita Sirsniņa Lettonia                      | Josephine Buse Germania                        | Antonia Pietschmann Germania                   |

### Doppio
| Anno | Luogo                | Oro                                                   | Argento                                             | Bronzo                                          |
| ---- | -------------------- | ----------------------------------------------------- | --------------------------------------------------- | ----------------------------------------------- |
| 1982 | Lake Placid          | Jörg Hoffmann Jochen Pietzsch Germania Est            | Michael Schäder Frank Trebeß Germania Est           | Siegfried Federer Günther Huber Italia          |
| 1984 | Bludenz              | Vasilij Karpov Sergej Nagovičin Unione Sovietica      | René Keller Lutz Kühnlenz Germania Est              | Robert Manzenreiter Markus Schmidt Austria      |
| 1986 | Schönau am Königssee | Uwe Reindl Maximilian Burghardtswieser Germania Ovest | Igor' Utkin Andrej Trusov Unione Sovietica          | Stefan Krauße Jan Behrendt Germania Est         |
| 1988 | Valdaora             | Marco Ernst Olaf Paschold Germania Est                | Jason Mully Lance Kirley Stati Uniti                | Kurt Brugger Wilfried Huber Italia              |
| 1990 | Winterberg           | Frank-Peter Barnekow Sandro Zettl Germania Est        | Al'bert Demčenko Aleksej Zelenskij Unione Sovietica | Dmitrij Makaršuk Andrij Muchin Unione Sovietica |
| 1991 | Schönau am Königssee | Jens Tauscher René Hohner Germania                    | Steffen Skel Steffen Wöller Germania                | Leszek Szarejko Adrian Przechewka Polonia       |
| 1992 | Sapporo              | František Pekar Martin Duchek Cecoslovacchia          | Markus Schiegl Tobias Schiegl Austria               | Grant Dustin Chris Coughlin Stati Uniti         |
| 1993 | Sigulda              | Andris Neparts Sandris Bērziņš Lettonia               | Danil Čaban Andrej Klimentiev Russia                | Klavs Vasks Sandris Levzenieks Lettonia         |
| 1994 | Innsbruck            | Danil Čaban Aleksandr Zubkov Russia                   | Markus Fluckinger Hannes Egger Austria              | André Florschütz Falk Rossmann Germania         |
| 1995 | Lake Placid          | Christian Niccum Matthew McClain Stati Uniti          | Tony Benshoof Lawrence Dolan Stati Uniti            | Karol Rusnak Jaroslav Slávik Slovacchia         |
| 1996 | Calgary              | Christian Niccum Matthew McClain Stati Uniti          | Markus Kleinheinz Alexander Reutz Austria           | Nikolaj Bogovič Vasilij Sutko Russia            |
| 1997 | Oberhof              | Christian Niccum Matthew McClain Stati Uniti          | Michael Sachse Nico Zink Germania                   | Christian Oberstolz Patrick Gruber Italia       |
| 1998 | Sigulda              | Christian Niccum Matthew McClain Stati Uniti          | Sebastian Schmidt André Forker Germania             | Steffen Dundr Jan Eichhorn Germania             |
| 1999 | Innsbruck            | Steffen Dundr Jan Eichhorn Germania                   | Christian Pfalz Martin Biedermann Germania          | Grant Albrecht Mike Moffat Canada               |
| 2000 | Altenberg            | Patrick Anderson Brian Wohlleb Stati Uniti            | Grant Albrecht Mike Moffat Canada                   | Sergej Dobrinin Sergej Čudinov Russia           |
| 2001 | Lillehammer          | Patrick Anderson Brian Wohlleb Stati Uniti            | Grant Albrecht Mike Moffat Canada                   | Andreas Linger Wolfgang Linger Austria          |
| 2002 | Innsbruck            | Preston Griffall Dan Joye Stati Uniti                 | Franz König Christian Kontny Germania               | Marcel Lorenz Christian Baude Germania          |
| 2003 | Schönau am Königssee | Preston Griffall Dan Joye Stati Uniti                 | Samuel Edney Lewis Gwyn Canada                      | Ivan Nevmeržickij Vladimir Prochorov Russia     |
| 2004 | Calgary              | Peter Penz Georg Fischler Austria                     | Samuel Edney Lewis Gwyn Canada                      | Tobias Wendl Tobias Arlt Germania               |
| 2005 | Winterberg           | Tobias Wendl Tobias Arlt Germania                     | Ronny Pietrasik Christian Weise Germania            | Sandro Stielicke Carl Pelzer Germania           |
| 2006 | Altenberg            | Tobias Wendl Tobias Arlt Germania                     | Ronny Pietrasik Christian Weise Germania            | Christopher Mazdzer Garon Thorne Stati Uniti    |
| 2007 | Cesana Torinese      | Toni Eggert Marcel Oster Germania                     | Tobias Wendl Tobias Arlt Germania                   | Christopher Mazdzer Jayson Terdiman Stati Uniti |
| 2008 | Lake Placid          | Toni Eggert Marcel Oster Germania                     | Christopher Mazdzer Jayson Terdiman Stati Uniti     | Oskars Gudramovičs Pēteris Kalniņš Lettonia     |
| 2009 | Nagano               | Nico Walther Nico Grünneker Germania                  | Daniel Rothamel Chris Rohmeiß Germania              | Tristan Walker Justin Snith Canada              |
| 2010 | Innsbruck            | Nico Walther Nico Grünneker Germania                  | Daniel Rothamel Chris Rohmeiß Germania              | Ludwig Rieder Patrick Rastner Italia            |
| 2011 | Oberhof              | Ludwig Rieder Patrick Rastner Italia                  | Nico Grüßner Toni Förtsch Germania                  | Robin Geueke David Gamm Germania                |
| 2012 | Schönau am Königssee | Nico Grüßner Toni Förtsch Germania                    | Robin Geueke David Gamm Germania                    | Tim Brendel Florian Funk Germania               |
| 2013 | Park City            | Tim Brendel Florian Funk Germania                     | Julius Löffler Florian Küchler Germania             | Tyler Andersen Anthony Espinoza Stati Uniti     |
| 2014 | Innsbruck            | Thomas Steu Lorenz Koller Austria                     | Florian Gruber Simon Kainzwaldner Italia            | Florian Löffler Manuel Stiebing Germania        |
| 2015 | Lillehammer          | Florian Löffler Manuel Stiebing Germania              | Evgenij Evdokimov Aleksej Grošev Russia             | Stanislav Mal'cev Oleg Faschutdinov Russia      |
| 2016 | Winterberg           | David Trojer Philip Knoll Austria                     | Florian Löffler Manuel Stiebing Germania            | Nico Semmler Johannes Pfeiffer Germania         |
| 2017 | Sigulda              | Hannes Orlamünder Paul Gubitz Germania                | Vsevolod Kaškin Konstantin Koršunov Russia          | Grigorij Voloskov Michail Dement'ev Russia      |
| 2018 | Altenberg            | Ivan Nagler Fabian Malleier Italia                    | Hannes Orlamünder Paul Gubitz Germania              | Vsevolod Kaškin Konstantin Koršunov Russia      |
| 2019 | Innsbruck            | Hannes Orlamünder Paul Gubitz Germania                | Dmitrij Bučnev Daniil Kil'seev Russia               | Andrej Šander Semën Mikov Russia                |
| 2020 | Oberhof              | Dmitrij Bučnev Daniil Kil'seev Russia                 | Max Ewald Jakob Jannusch Germania                   | Michail Karnauchov Jurij Čirva Russia           |
| 2021 | Winterberg           | cancellati a causa della Pandemia di COVID-19.        | cancellati a causa della Pandemia di COVID-19.      | cancellati a causa della Pandemia di COVID-19.  |

### Doppio uomini
| Anno | Luogo        | Oro                                               | Argento                                      | Bronzo                                         |
| ---- | ------------ | ------------------------------------------------- | -------------------------------------------- | ---------------------------------------------- |
| 2022 | Winterberg   | Eduards Ševics-Mikeļševics Lūkass Krasts Lettonia | Juri Gatt Riccardo Schöpf Austria            | Moritz Jäger Valentin Steudte Germania         |
| 2023 | Bludenz      | Kaspars Rinks Vitālijs Jegorovs Lettonia          | Moritz Jäger Valentin Steudte Germania       | Marcus Mueller Ansel Haugsjaa Stati Uniti      |
| 2024 | Lillehammer  | Marcus Mueller Ansel Haugsjaa Stati Uniti         | Philipp Brunner Manuel Weissensteiner Italia | Raimonds Baltgalvis Vitālijs Jegorovs Lettonia |
| 2025 | Sankt Moritz | Silas Sartor Liron Raimer Germania                | Louis Grünbeck Maximilian Kührt Germania     | Raimonds Baltgalvis Uldis Jakseboga Lettonia   |

### Doppio donne
| Anno | Luogo        | Oro                                      | Argento                                     | Bronzo                                     |
| ---- | ------------ | ---------------------------------------- | ------------------------------------------- | ------------------------------------------ |
| 2022 | Winterberg   | Luisa Romanenko Pauline Patz Germania    | Marta Robežniece Kitija Bogdanova Lettonia  | Viktorija Ziediņa Selīna Zvilna Lettonia   |
| 2023 | Bludenz      | Viktorija Ziediņa Selīna Zvilna Lettonia | Lisa Zimmermann Dorothea Schwarz Austria    | Marta Robežniece Kitija Bogdanova Lettonia |
| 2024 | Lillehammer  | Elisa-Marie Storch Pauline Patz Germania | Viktorija Ziediņa Selīna Zvilna Lettonia    | Marie Riedl Nina Lerch Austria             |
| 2025 | Sankt Moritz | Elisa-Marie Storch Pauline Patz Germania | Alexandra Oberstolz Katharina Kofler Italia | Sarah Pflaume Lina Peterseim Germania      |

### Gara a squadre
| Anno | Luogo                | Oro | Argento | Bronzo |
| ---- | -------------------- | --- | --- | --- |
| 1991 | Schönau am Königssee | Germania Ralf Kutzner Norbert Gatz Barbara Niedernhuber Jean Roos Jens Tauscher / René Hohner               | Unione Sovietica Oleg Ermolin Aleksandr Russak Tat'jana Baluch Albina Sačarova Danil Čaban / Andrej Klimentiev    | Austria Markus Neyer Rainer Margreiter Sonja Manzenreiter Tanja Painsi Markus Schiegl / Tobias Schiegl                |
| 1992 | Sapporo              | Germania Marco Prisky Sebastian Schiffner Barbara Niedernhuber Sibylle Kühne Sven Oschkenat / Sandy Kokot   | Austria Markus Neyer Rainer Margreiter Sonja Manzenreiter Tanja Painsi Markus Schiegl / Tobias Schiegl            | Stati Uniti Lawrence Dolan Robert Pipkins Bethany Calcaterra Renee Lyers Dan Warren / Brian Martin                    |
| 1993 | Sigulda              | Germania Ronny Heitmann Felix Penner Barbara Niedernhuber Sandra Prokoff Tobias Viertel / Michael Osterloh  | Russia Aleksandr Zubkov Vitalij Nugaev Irina Ščerbakova Ekaterina Voronova Danil Čaban / Andrej Klimentiev        | Lettonia Sandris Bērziņš Guntis Rēķis Arnita Cipule Anita Zamuele Andris Neparts / Sandris Bērziņš                    |
| 1994 | Innsbruck            | Austria Markus Kleinheinz Rainer Margreiter Simone Eder Sonja Manzenreiter Markus Fluckinger / Hannes Egger | Russia Danil Čaban Aleksandr Zubkov Elena Leskina Ekaterina Voronova Danil Čaban / Aleksandr Zubkov               | Stati Uniti Lawrence Dolan Adam Heidt Amanda Agnew Bethany Calcaterra Christian Niccum / Matthew McClain              |
| 1995 | Lake Placid          | Stati Uniti Tony Benshoof Lawrence Dolan Maryann Baribault Alice Trend Christian Niccum / Matthew McClain   | Germania Ronny Heitmann Felix Penner Claudia Schramm Heike Schüler André Florschütz / Falk Rossmann               | Russia Sergej Lozinskij Aleksandr Maslenicin Elena Leskina Ulla Popova Nikolaj Bogovič / Vasilij Sutko                |
| 1996 | Calgary              | Stati Uniti Josh Benshoof Adam Heidt Maryann Baribault Rebecca Wilczak Christian Niccum / Matthew McClain   | Germania Denis Geppert Michael Schäfer Gabi Bender Sonja Wiedemann Michael Sachse / Nico Zink                     | Austria Stefan Dichtl Markus Kleinheinz Veronika Halder Melanie Penz Markus Kleinheinz / Alexander Reutz              |
| 1997 | Oberhof              | Germania Robert Fegg Henning Kirchner Britta Steinmetz Anke Wischnewski Michael Sachse / Nico Zink          | Italia Christian Oberstolz Andreas Soppelsa Doris Preindl Nadja Unterholzner Christian Oberstolz / Patrick Gruber | Russia Konstantin Aladašvili Sergej Lozinskij Anna Baikalova Margarita Klimenko Maksim Gričan / Evgenij Chabarov      |
| 1998 | Sigulda              | Germania Robert Fegg Henning Kirchner Britta Steinmetz Anke Wischnewski Sebastian Schmidt / André Forker    | Lettonia Mārtiņš Rubenis Nauris Skraustiņš Arnita Ancena Christina Pudogina Vilnis Ozoliņš / Jānis Mozajevs       | Stati Uniti Christian Niccum Nicholas Sullivan Maryann Baribault Courtney Zablocki Christian Niccum / Matthew McClain |
| 1999 | Innsbruck            | Austria Martin Abentung Veronika Halder Andreas Linger / Wolfgang Linger                                    | Canada Kyle Connelly Nicole Simon Grant Albrecht / Mike Moffat                                                    | Stati Uniti Nicholas Sullivan Rebecca Wilczak Patrick Anderson / John Laflam                                          |
| 2000 | Altenberg            | Germania 2 Jan Eichhorn Tatjana Hüfner Christian Pfalz / Martin Biedermann                                  | Germania 1 David Möller Julia Schäfer Steffen Reuter / Alexander Blaschek                                         | Austria 1 Martin Abentung Veronika Halder Andreas Linger / Wolfgang Linger                                            |
| 2001 | Lillehammer          | Stati Uniti 1 Patrick Anderson Nicole Oliveira Patrick Anderson / Brian Wohlleb                             | Stati Uniti 2 Jonathan Myles Courtney Zablocki Preston Griffall / Dan Joye                                        | Austria Martin Abentung Nina Reithmayer Andreas Linger / Wolfgang Linger                                              |
| 2002 | Innsbruck            | Germania 2 David Möller Tatjana Hüfner Franz König / Christian Kontny                                       | Germania 1 Patrick Schürer Anja Eberhardt Marcel Lorenz / Christian Baude                                         | Austria Anton Hörhager Nina Reithmayer Peter Penz / Georg Fischler                                                    |
| 2003 | Schönau am Königssee | Stati Uniti Logan Gastio Julia Clukey Preston Griffall / Dan Joye                                           | Germania Andreas Graitl Corinna Martini Tobias Wendl / Tobias Arlt                                                | Austria Daniel Pfister Nina Reithmayer Peter Penz / Georg Fischler                                                    |
| 2004 | Calgary              | Germania Andreas Graitl Natalie Geisenberger Tobias Wendl / Tobias Arlt                                     | Austria Daniel Pfister Nina Reithmayer Peter Penz / Georg Fischler                                                | Stati Uniti Logan Gastio Erin Hamlin Matthew Mortensen / Garon Thorne                                                 |
| 2005 | Winterberg           | Germania Johannes Ludwig Natalie Geisenberger Tobias Wendl / Tobias Arlt                                    | Canada Mike Jepson Meaghan Simister Marshall Savill / Aaron Christesen                                            | Russia Valerij Bespalov Viktorija Knejb Dmitrij Chamkin / Vladimir Boitsov                                            |
| 2006 | Altenberg            | Germania Felix Loch Stefanie Sieger Tobias Wendl / Tobias Arlt                                              | Stati Uniti Christopher Mazdzer Megan Sweeney Christopher Mazdzer / Garon Thorne                                  | Russia Valerij Bespalov Ksenija Cyplakova Vladislav Južakov / Vladimir Machnutin                                      |
| 2007 | Cesana Torinese      | Germania Felix Loch Natalie Geisenberger Toni Eggert / Marcel Oster                                         | Stati Uniti Christopher Mazdzer Megan Sweeney Christopher Mazdzer / Jayson Terdiman                               | Lettonia Kristaps Maurinš Agnese Koklača Oskars Gudramovičs / Pēteris Kalniņš                                         |
| 2008 | Lake Placid          | Stati Uniti Christopher Mazdzer Kate Hansen Christopher Mazdzer / Jayson Terdiman                           | Germania Robert Fischer Lisa Liebert Toni Eggert / Marcel Oster                                                   | Austria Manuel Pfister Birgit Platzer Reinhard Egger / David Schweiger                                                |
| 2009 | Nagano               | Germania Julian von Schleinitz Madeleine Teuber Nico Walther / Nico Grünneker                               | Stati Uniti Robert Huerbin Kate Hansen Trent Matheson / Taylor Morris                                             | Russia Georgij Talijpov Tat'jana Ivanova Aleksandr Denis'ev / Vladislav Antonov                                       |
| 2010 | Innsbruck            | Germania Julian von Schleinitz Carina Schwab Nico Walther / Nico Grünneker                                  | Italia Dominik Fischnaller Sandra Gasparini Ludwig Rieder / Patrick Rastner                                       | Stati Uniti Robert Huerbin Kate Hansen Shane Hook / Zachary Clark                                                     |
| 2011 | Oberhof              | Germania Julian von Schleinitz Dajana Eitberger Nico Grüßner / Toni Förtsch                                 | Italia Dominik Fischnaller Maria Messner Ludwig Rieder / Patrick Rastner                                          | Stati Uniti Taylor Morris Kate Hansen Jacob Hyrns / Andrew Sherk                                                      |
| 2012 | Schönau am Königssee | Germania Georg Reumschüssel Aileen Frisch Nico Grüßner / Toni Förtsch                                       | Russia Vladimir Pitilimov Ekaterina Baturina Andrej Bogdanov / Andrej Medvedev                                    | Italia Dominik Fischnaller Maria Messner Florian Gruber / Simon Kainzwaldner                                          |
| 2013 | Park City            | Italia Dominik Fischnaller Sandra Robatscher Florian Gruber / Simon Kainzwaldner                            | Germania Florian Berkes Caroline von Schleinitz Tim Brendel / Florian Funk                                        | Stati Uniti Tucker West Emily Sweeney Tyler Andersen / Anthony Espinoza                                               |
| 2014 | Innsbruck            | Austria David Gleirscher Nina Prock Thomas Steu / Lorenz Koller                                             | Stati Uniti Tucker West Summer Britcher Justin Krewson / Tristan Jeskanen                                         | Russia Aleksandr Stepičev Lilija Burmistrova Evgenij Evdokimov / Aleksej Grošev                                       |
| 2015 | Lillehammer          | Lettonia Kristers Aparjods Ulla Zirne Kristens Putins / Kārlis Krišs Matuzels                               | Russia Roman Repilov Viktorija Demčenko Evgenij Evdokimov / Aleksej Grošev                                        | Austria Jonas Müller Madeline Egle David Trojer / Phillip Knoll                                                       |
| 2016 | Winterberg           | Germania Maximilian Jung Julia Taubitz Florian Löffler / Manuel Stiebing                                    | Stati Uniti Jonathan Eric Gustafson Gracie Weinberg Benjamin Farquharson / Christian Colaiezzi                    | Austria Nico Gleirscher Sarah Tomaselli David Trojer / Phillip Knoll                                                  |
| 2017 | Sigulda              | Russia Evgenij Petrov Tat'jana Cvetova Vsevolod Kaškin / Konstantin Koršunov                                | Germania Max Langenhan Jessica Tiebel Hannes Orlamünder / Paul Gubitz                                             | Austria Nico Gleirscher Madeleine Egle Florian Schmid / Fabian Strickner                                              |
| 2018 | Altenberg            | Germania Max Langenhan Jessica Tiebel Hannes Orlamünder / Paul Gubitz                                       | Russia Daniil Lebedev Tat'jana Cvetova Vsevolod Kaškin / Konstantin Koršunov                                      | Italia Leon Felderer Verena Hofer Ivan Nagler / Fabian Malleier                                                       |
| 2019 | Innsbruck            | Austria Bastian Schulte Lisa Schulte Juri Gatt / Riccardo Schöpf                                            | Germania Max Langenhan Cheyenne Rosenthal Hannes Orlamünder / Paul Gubitz                                         | Russia Aleksej Dmitriev Tat'jana Cvetova Dmitrij Bučnev / Daniil Kil'seev                                             |
| 2020 | Oberhof              | Germania Moritz Bollmann Jessica Degenhardt Max Ewald / Jakob Jannusch                                      | Lettonia Gints Bērziņš Elīna Ieva Vītola Eduards Ševics-Mikeļševics / Lūkass Krasts                               | Russia Matvej Perestoronin Djana Loginova Dmitrij Bučnev / Daniil Kil'seev                                            |
| 2021 | Winterberg           | cancellati a causa della Pandemia di COVID-19.                                                              | cancellati a causa della Pandemia di COVID-19.                                                                    | cancellati a causa della Pandemia di COVID-19.                                                                        |
| 2022 | Winterberg           | Germania Florian Müller Jessica Degenhardt Moritz Jäger / Valentin Steudte                                  | Russia Matvej Perestoronin Sofija Mazur Michail Karnauchov / Jurij Čirva                                          | Lettonia Kaspars Rinks Zane Kaluma Eduards Ševics-Mikeļševics / Lūkass Krasts                                         |
| 2023 | Bludenz              | Germania Marco Leger Anka Jänicke Moritz Jäger / Valentin Steudte                                           | Ucraina Danylo Marcynovs'kyj Julianna Tunyc'ka Vadym Mykyievyč / Bohdan Babura                                    | Lettonia Kaspars Rinks Zane Kaluma Raimonds Baltgalvis / Krišjānis Brūns                                              |
| 2024 | Lillehammer          | Germania Marco Leger Antonia Pietschmann Pascal Kunze / Max Trippner                                        | Stati Uniti Matthew Greiner Emma Erickson Marcus Mueller / Ansel Haugsjaa                                         | Austria Noah Kallan Barbara Allmaier Johannes Scharnagl / Moritz Schiegl                                              |
| 2025 | Sankt Moritz         | Austria Annina Grundböck Paul Socher Johannes Scharnagl / Moritz Schiegl                                    | Germania Josephine Buse Marco Leger Silas Sartor / Liron Raimer                                                   | Lettonia Margita Sirsniņa Edvards Marts Markitāns Raimonds Baltgalvis / Uldis Jakseboga                               |

## Medagliere
Aggiornato all'edizione 2025
| Pos.   | Paese            | Oro | Argento | Bronzo | Totale |
| ------ | ---------------- | --- | ------- | ------ | ------ |
| 1      | Germania         | 76  | 58      | 45     | 179    |
| 2      | Stati Uniti      | 20  | 20      | 24     | 64     |
| 3      | Austria          | 17  | 17      | 25     | 59     |
| 4      | Italia           | 10  | 14      | 14     | 38     |
| 5      | Russia           | 9   | 16      | 19     | 44     |
| 6      | Lettonia         | 9   | 6       | 13     | 28     |
| 7      | Germania Est     | 5   | 8       | 3      | 16     |
| 8      | Unione Sovietica | 4   | 4       | 4      | 12     |
| 9      | Germania Ovest   | 3   | 1       | 1      | 5      |
| 10     | Cecoslovacchia   | 1   | 1       | 0      | 2      |
| 10     | Ucraina          | 1   | 1       | 0      | 2      |
| 12     | Canada           | 0   | 9       | 5      | 14     |
| 13     | Polonia          | 0   | 0       | 1      | 1      |
| 13     | Slovacchia       | 0   | 0       | 1      | 1      |
| Totale | Totale           | 155 | 155     | 155    | 465    |